# Don Mueang
Don Mueang (tiếng Thái: ดอนเมือง, RTGS: Don Mueang, phát âm [dɔ̄ːn mɯ̄a̯ŋ]) là một quận của Bangkok, Thái Lan. Quận Don Mueang có diện tích km2, dân số là người. Tai đây có sân bay quốc tế Don Mueang. 
Don Mueang được bao bọc bởi các quận huyện sau (từ phía bắc theo chiều kim đồng hồ): Amphoe Mueang và Huyện Lam Luk Ka tỉnh Pathum Thani, Sai Mai, Bang Khen và Lak Si của Bangkok, huyện Pak Kret của tỉnh Nonthaburi.

## Phân cấp hành chính
Quận được chia thành ba phó quận (khwaeng).
| No.   | Tên        | Tiếng Thái | Diện tích (km2) | Bản đồ |
| ----- | ---------- | ---------- | --------------- | ------ |
| 2.    | Si Kan     | สีกัน        | 11,534          | Map    |
| 4.    | Don Mueang | ดอนเมือง    | 10,605          | Map    |
| 5.    | Sanambin   | สนามบิน     | 14,664          | Map    |
| Total | Total      | Total      | 36,803          | Map    |

Số thứ tự 1 và 3 bị thiếu thuộc về phó quận đã tách ra từ quận Lak Si.